# Золотий байрак
Золоти́й байра́к — ландшафтний заказник місцевого значення. Об'єкт розташований на території Добропільського району Донецької області, на території Золотоколодязької сільської ради.
Площа — 32,1 га, статус отриманий у 2018 році.
Територія заказника являє собою степову балку, що впадає в долину Грузької річки, яка належить до басейну Сіверського Донця. Рослинність заповіданої території представлена різнотравно-типчаково-ковиловими степами, деревною та чагарниковою рослинністю, вологолюбною мезофітною та гідрофітною рослинністю. Значною є участь ковили волосистої, занесеної до Червоної книги України.